# Hauris Lalancette
Pour les articles homonymes, voir Lalancette.
Hauris Lalancette (né le 11 décembre 1932 à Saint-Hyacinthe et mort le 23 avril 2019 à Rochebaucourt) est un colon et un agriculteur abitibien. Il apparaît dans les quatre documentaires du cinéaste Pierre Perrault qui forment son « cycle abitibien ». Hauris Lalancette devient, dans les années 1970, la voix du Mouvement des paroisses marginales, qui lutte pour maintenir ouverts certains villages dévitalisés d’Abitibi que le gouvernement québécois, qui les juge alors peu rentables, veut fermer.

## Biographie

### Enfance et formation
Né le 11 décembre 1932 à Saint-Hyacinthe, Hauris est le fils d'Ephrem Lalancette et de Lauréa Dupré. Il perd sa mère alors qu'il n'est âgé que de six mois. La crise des années 1930 jette sur le pavé des milliers de familles partout au pays. Elle n'épargne pas les Lalancette. Ephrem, veuf, perd sa terre peu après et se retrouve avec neuf enfants à sa charge. Il décide de quitter Saint-Hyacinthe en 1936 pour aller défricher une terre en Abitibi. L'année précédente, le ministre Irénée Vautrin avait justement lancé un plan de colonisation, appelé Plan Vautrin, afin de favoriser la colonisation agricole en relocalisant des familles dans plusieurs régions du Québec et d’ainsi lutter contre le chômage.

Comme seuls les chefs de famille peuvent se rendre sur le terrain au début, Ephrem Lalancette met en pension ses enfants avant de commencer à défricher. Hauris se retrouve quant à lui chez les Sœurs grises de Saint-Hyacinthe. Il rejoint son père en Abitibi alors qu'il est âgé de quatre ans sur une terre à Rochebaucourt. Jeune adulte, il se voit confier un premier lot de colonisation en 1949. Hauris épouse peu après Monique Flamand (1936-2020) avec qui il a deux enfants, Christyane et Dany. 

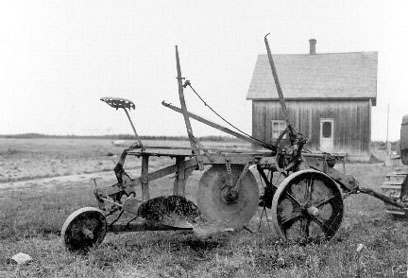
Rochebaucourt en 1942.

Organisateur pour le Parti créditiste de Réal Caouette au début des années 1970, il est ensuite candidat du Parti québécois dirigé par René Lévesque aux élections de 1973. Même s'il ne remporte pas l'élection, il se fait remarquer pour ses talents d’orateur.
Or, depuis le début des années 1960, les gouvernements canadien et québécois procèdent à des évaluations économiques de plusieurs régions, dont l'Abitibi. Une première vague de fermeture de villages est d’abord réalisée dans le Bas-Saint-Laurent et la Gaspésie à la fin de la décennie, non sans susciter un mouvement de résistance dans ces communautés (les Opérations Dignité). Suivant ce modus operandi, l’Abitibi est la région suivante dans le collimateur gouvernemental. Le rapport Côté-Duvieusart (1974) propose au gouvernement de Robert Bourassa de fermer plusieurs villages situés en périphérie de l'Abitibi et de dédommager financièrement ceux et celles qui abandonnent ces paroisses marginales, dont Rochebaucourt. Hauris Lalancette refuse cette avenue et commence à militer dans le Mouvement des paroisses marginales, qui a pour but de garder les villages ouverts.

### La rencontre avec Pierre Perrault: le cycle abitibien
Hauris Lalancette prend publiquement position afin d'éviter le dépeuplement des villages et des terres agricoles de l'Abitibi. Déjà caractérisé par son franc-parler et son éloquence truculente du terroir, il est remarqué par le cinéaste documentariste Pierre Perrault. Ce dernier, d'abord parti suivre les travaux de la Baie James, passe par l'Abitibi après avoir entendu parler du Mouvement des paroisses marginales.
Lalancette se remémore leur rencontre plusieurs années plus tard : « C’était un dimanche, j’avais fait une assemblée au Lac-Castagnier, après la messe. On était à peu près 50, 60 colons. J’expliquais les paroisses marginales. On était 34 paroisses marginales. On s’était formé [un comité], ça nous avait pris un an et demi, on avait trouvé du monde à peu près comme moi, pas instruit ». Pierre Perrault se souvient quant à lui l'avoir trouvé au bout du rang : « Il devenait l'homme du bout du rang, l'homme seul au bout du rang, le dernier combattant d'une conquête à laquelle il continuait de croire ».
Suivant le combat de Lalancette pour son royaume abitibien, Perrault lui consacre trois films produits par l'Office national du film du Canada dans les années 1970. Le premier, réalisé avec Bernard Gosselin et Paul Larose en 1975, s'intitule Un royaume vous attend. Il est suivi de Le Retour à la terre (1976) et de C'était un québécois en Bretagne, Madame! (1977).
 

Tout en menant son combat, Hauris Lalancette exploite une ferme laitière, puis bovine. Il devient rapidement la voix de l'Abitibi. Alors que des fonctionnaires cherchent à faire transformer les fermes en petites entreprises modernes ou sinon à les faire disparaître, lui rêve de bâtir un pays. Perrault écrira plus tard à son sujet :  
« Et parmi eux, Hauris Lalancette, magnifique discoureur, qui brandit la parole comme un drapeau, qui rallie les derniers combattants, qui refuse la défaite. Sans amertume. Sans morosité. Il n'a qu'un propos, c'est la conquête. Qu'un discours, le royaume. C'est le seul homme que je connaisse qui, en labourant sa terre dans la patience des sillons, a conscience de labourer son pays ».
Le cinéaste affirme qu'il « ne propose pas le destin mais le courage » de cet homme dans ses documentaires.

### Quarante ans au bout du rang
Lalancette apparaît dans un dernier documentaire du cinéaste Perrault en 1980, Gens d'Abitibi, qui clôt le cycle abitibien. La même année, au moment du référendum, ce fervent indépendantiste apparaît avec son épouse Monique dans le documentaire Le Confort et l'indifférence du réalisateur Denys Arcand. Il milite également pour le deuxième référendum sur l'indépendance du Québec en 1995.
En 1998, le cinéaste Denys Desjardins retrouve Hauris Lalancette au bout de son rang en Abitibi et l'invite à participer au film Almanach 1999. Poursuivant sur la lancée de Pierre Perrault, Desjardins décide peu après de suivre, dans un tournage qui s'étale sur sept ans, le destin de la famille Lalancette. Le résultat, le documentaire Au pays des colons, montre un homme chez qui le passage des années n’a en rien affaibli la détermination et l’amour pour son coin de pays.
À l’écran comme au quotidien, authentique et fier d’être colon et fils de colon, Hauris Lalancette poursuit sa vie à Rochebaucourt entouré de sa femme, de ses enfants et de ses nombreux petits-enfants. Son fils Dany a repris la ferme, la dernière du rang. Dans les années 2010, il n'y a plus que leur famille à y vivre, alors qu'il y en avait autrefois une quarantaine. Passionné de son coin de pays, dans une entrevue en 2016, il disait encore: « Être propriétaire d’un royaume, y a-t-il quelque chose de plus beau au monde? »  

### Décès
Hauris Lalancette est décédé le 23 avril 2019 à l'hôpital d'Amos.

### Hommages
- En s'inspirant d'Hauris Lalancette, Serge Fortin a écrit son troisième album, Gaspille une nuit, sorti en 2014[17].
- Le 7 juin 2015, la Société nationale des Québécois de l’Abitibi-Témiscamingue et du Nord-du-Québec a élu Hauris Lalancette Patriote de l’année.

## Filmographie

### Documentaires
- 1975 : Un royaume vous attend de Pierre Perrault et Bernard Gosselin
- 1976 : Le Retour à la terre de Pierre Perrault
- 1977 : C'était un québécois en Bretagne, Madame! de Pierre Perrault
- 1980 : Gens d'Abitibi de Pierre Perrault
- 1981 : Le Confort et l'indifférence de Denys Arcand
- 1999 : Almanach de Denys Desjardins
- 2007 : Au pays des colons de Denys Desjardins